# San Bernardo del Viento
San Bernardo del Viento – miasto w Kolumbii, w departamencie Córdoba.